# Lääz Rockit
Lääz Rockit – amerykański zespół thrash metalowy z San Francisco założony w 1982 roku. Rozpadł się w 1992 roku. W 2005 roku wznowił działalność.

## Skład

### Obecni członkowie
- Michael Coons - śpiew
- Aaron Jellum - gitara rytmiczna
- Phil Kettner - gitara rytmiczna
- Willy Lange - gitara basowa
- Sky Harris - perkusja

### Byli członkowie
- Jon Torres - gitara basowa
- Scott Dominguez - gitara basowa
- Dave Starr - gitara basowa
- Ken Savich - gitara rytmiczna
- Scott Sargeant - gitara rytmiczna
- Sven Soderlund - gitara rytmiczna
- Craig Behrhorst - gitara rytmiczna
- Dave Chavarri - perkusja
- Victor Agnello - perkusja

## Dyskografia
- 1984 - City’s Gonna Burn LP
- 1985 - No Stranger to Danger LP
- 1987 - Know Your Enemy LP
- 1989 - Annihilation Principle LP
- 1991 - Nothing’$ $acred LP
- 1992 - Taste Of Rebellion Live Album
- 2008 - Left For Dead LP